# Dicranoloma singalangense
Dicranoloma singalangense är en bladmossart som beskrevs av Hugh Neville Dixon och J. Fröhlich 1953. Dicranoloma singalangense ingår i släktet Dicranoloma och familjen Dicranaceae. Inga underarter finns listade i Catalogue of Life.